# 1990년 이란 지진

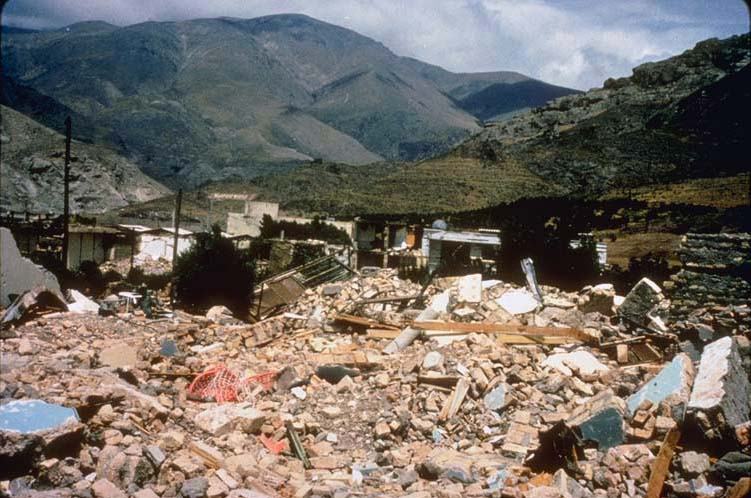
지진에 의한 피해

1990년 이란 지진은 1990년 6월 21일 이란 북부 지역에서 일어난 대지진이다. 지진 규모는 Mw7.4. 이 지진으로 1만명 이상의 사망자가 발생했다.